# روبرت لشته
روبرت لشته (بالسويدية: Robert Lechte) مواليد 3 أغسطس 1978، هو لاعب كرة يد سويدي يلعب كحارس مرمى. يلعب حاليا مع نادي آرهوس لكرة اليد في الدوري الدنماركي لكرة اليد ويحمل الرقم 12.